# Torneo Pre-Olimpico FIBA 1960
Il torneo Torneo Pre-Olimpico FIBA 1960 si disputò a Bologna dal 12 al 20 agosto 1964.
L'evento fu inaugurato ufficialmente il 12 agosto con una sfilata delle delegazioni sportive dal Palazzo dello Sport al Palazzo comunale, con di banda musicale e, in testa, una bandiera a cinque cerchi, che verrà issata sulla Torre degli Asinelli.
Il torneo vedrà la qualificazione diretta ai Giochi olimpici di: Cecoslovacchia, Spagna, Ungheria e Jugoslavia. La Polonia conquisterà, in uno spareggio, il quinto posto disponibile.

## Classifica finale
1. Cecoslovacchia
2. Jugoslavia
3. Spagna
4. Ungheria
5. Polonia
6. Belgio
7. Canada
8. Israele
9. Germania Ovest
10. Grecia
11. Taiwan
12. Austria
13. Thailandia
14. Gran Bretagna
15. Svizzera
16. Suriname
17. Australia
18. Sudan